# Outsider (альбом Three Days Grace)
Outsider (англ. Сторонній) — шостий студійний альбом канадського рок-гурту Three Days Grace, який вийшов 9 березня 2018 року. Другий альбом для Метта Уолста як вокаліста.

## Сингли
Гурт випустив три промо-сингли для підтримки альбому. «The Mountain» вийшов 25 січня 2018 року і супроводжувався музичним відео. Другий сингл — «I Am An Outsider» вийшов на світовий ринок 16 лютого 2018 року. Останній сингл «Right Left Wrong» вийшов 2 березня 2018 року.

## Список пісень
| #     | Назва                     | Тривалість |
| ----- | ------------------------- | ---------- |
| 1.    | «Right Left Wrong»        | 3:57       |
| 2.    | «The Mountain»            | 3:18       |
| 3.    | «I Am an Outsider»        | 2:42       |
| 4.    | «Infra-Red»               | 3:51       |
| 5.    | «Nothing to Lose but You» | 2:52       |
| 6.    | «Me Against You»          | 3:29       |
| 7.    | «Love Me or Leave Me»     | 3:04       |
| 8.    | «Strange Days»            | 3:10       |
| 9.    | «Villain I'm Not»         | 2:56       |
| 10.   | «Chasing the First Time»  | 2:56       |
| 11.   | «The New Real»            | 3:01       |
| 12.   | «The Abyss»               | 4:10       |
| 39:12 |                           |            |

## Учасники запису
Three Days Grace
- Метт Уолст — провідний вокал, ритм-гітара;
- Бред Уолст — бас-гітара, бек-вокал;
- Баррі Сток — соло-гітара, бек-вокал;
- Нейл Сандерсон — ударні, клавішні, бек-вокал;

## Чарти
| Чарт (2018)                      | Місце |
| -------------------------------- | ----- |
| Australian Albums Chart          | 49    |
| Austrian Albums Chart            | 28    |
| Belgian Albums Chart (Фландрія)  | 182   |
| Canadian Albums Chart            | 9     |
| Dutch Albums Chart               | 157   |
| German Albums Chart              | 36    |
| New Zealand Albums Chart         | 10    |
| Scottish Albums Chart            | 96    |
| Swiss Albums Chart               | 38    |
| UK Rock & Metal Albums           | 10    |
| Billboard 200                    | 24    |
| Billboard Top Album Sales        | 7     |
| Billboard Top Alternative Albums | 3     |
| Billboard Top Rock Albums        | 6     |
| Billboard Top Hard Rock Albums   | 3     |